# برنار پاردو
برنار پاردو (فرانسوی: Bernard Pardo‎؛ زادهٔ ۱۹ دسامبر ۱۹۶۰ در ) بازیکن سابق فوتبال اهل فرانسه است.

## باشگاهی
از باشگاه‌هایی که در آن بازی کرده‌است می‌توان به باشگاه فوتبال سن-اتین، باشگاه فوتبال بوردو، باشگاه فوتبال المپیک مارسی، باشگاه فوتبال استاد برستوا ۲۹، باشگاه فوتبال پاری سن ژرمن و باشگاه فوتبال لیل اشاره کرد.

## تیم ملی
وی همچنین در تیم ملی فوتبال فرانسه بازی کرده‌است.